# Stanley K. Whitney
Stanley Whitney  (Bryn Mawr, Pensilvania, 1946) es un artista estadounidense que trabaja principalmente pintura abstracta y grabado.

## Trayectoria
Stanley Whitney nació en Bryn Mawr, Pensilvania, el 11 de noviembre de 1946. El tercero de cuatro hijos, su padre era agente inmobiliario y contable, y su madre trabajaba para la junta de educación en Filadelfia. La familia formaba parte de la pequeña comunidad negra de clase trabajadora de Bryn Mawr y vivía en un apartamento encima de una tienda propiedad de la familia.
En 1964, Whitney comenzó sus estudios en la escuela de arte del Columbus College of Art and Design. Después se trasladó al Kansas City Art Institute, donde completó su licenciatura en 1968. También pasó un tiempo estudiando en el Skidmore College, donde Philip Guston se hizo amigo y sirvió como uno de sus primeros mentores, y en un programa de intercambio en la New York Studio School of Drawing, Painting and Sculpture. Evitó ser reclutado en la Guerra de Vietnam debido al asma,  y pudo continuó sus estudios de posgrado en la Escuela de Arte de Yale.
Como estudiante de arte en Kansas City, Whitney decidió no involucrarse con el Partido Pantera Negra, resistió la presión a  los artistas afroamericanos para que hicieran obras abiertamente políticas sobre la identidad y la experiencia de los negros.
Después de graduarse en Yale, Whitney trabajó como profesor de pintura y dibujo en la Universidad de Rhode Island, en la Universidad de Stanford y en la UC Berkeley antes de unirse a la Escuela de Arte y Arquitectura Tyler de la Universidad de Temple. Allí permaneció en la facultad más de veinte años.
Está casado con la artista Marina Adams (n.1960). Han vivido en Roma y Nueva York. Desde 2024, viven a caballo entre los dos sitios, Bridgehampton, Nueva York y Solignano, Italia.

## Trabajo y enfoque

### Cuadro
Whitney se ha dedicado a la abstracción desde el comienzo de su carrera. Sus obras más conocidad son sus pinturas en forma de "cuadrículas" de color, dispuestas en cuatro filas. Llegó a este modo mientras trabajaba en Italia en la década de 1990, después de que las vistas de bloques de piedra en monumentos antiguos y urnas funerarias apiladas en el Museo Etrusco Guarnacci llevaran a Whitney a reconciliar sus conceptos de espacio y color en la pintura: "Cuando entendí eso, sentí que tenía la última pieza del rompecabezas. El espacio está en el color: ¡boom!, lo tengo." Otras influencias citadas por Whitney incluyen a Paul Cézanne, Piet Mondrian, Agnes Martin y los quilters de Gee's Bend.
En una entrevista de 2015, Whitney declaró: «Nunca pienso en la estructura como una cuadrícula, aunque en realidad lo es. Soy un verdadero pintor neoyorquino, si entiendes lo que quiero decir. Mis pinturas son simplemente Nueva York. Busco esa simplicidad, que también es la locura de Nueva York, por el color. Así que, en cierto sentido, surge esta contradicción. Está la cuadrícula, que debería ser muy ordenada, y luego se aplica el color, y todo se desbarata». En una obra, empieza pintando con una sola franja de color desde la esquina superior izquierda del lienzo, y luego pinta a lo largo y hacia abajo en cuadrados con un método inspirado en la improvisación de jazz: «Una vez que tengo un color definido, este me indica cuál será el siguiente».

### Otras técnicas
Whitney también ha trabajado la monotipia y el dibujo. Estrenó su primera vidriera en 2022. Creada para cumplir con un encargo del Museo de Arte de Baltimore para su instalación permanente en su Centro Ruth R. Marder de Estudios Matisse, la serie de vitrales de Whitney se inspiró en la obra de Henri Matisse en la Chapelle du Rosaire de Vence.

## Reconocimientos
Whitney trabajó en un relativo anonimato durante la mayor parte de su carrera, a menudo no logró vender sus pinturas. No realizó una exposición en una institución pública hasta que cumplió 68 años. Comenzó a recibir reconocimiento del público a principios del siglo XXI después de adoptar lo que se convirtió en su estilo característico. Una reseña del New York Times de 2015 elogió su obra por haber "expandido de forma silenciosa y firme las posibilidades de la abstracción". En 2023, The Guardian había nombrado a Whitney "el mayor artista abstracto de Estados Unidos".
Whitney fue nombrado miembro de la Academia Estadounidense de Artes y Letras en 2017. Otros honores otorgados a Whitney incluyen el Premio inaugural Robert De Niro Sr. (2011); una beca de la Fundación Pollock-Krasner; y una beca Guggenheim (1996).

## Mercado del arte
Whitney está representado por la Galerie Nordenhake desde 2012, y ha expuesto en las tres sedes de la galería en Berlín, Estocolmo y Ciudad de México. También está representado por la  Galería Gagosian desde 2022, habiendo realizado previamente su primera exposición con Gagosian en la sede de la galería en Roma en 2020. En fases anteriores de su carrera, estuvo representado y realizó exposiciones individuales con Lisson Gallery, Matthew Marks Gallery, Team Gallery, Galerie Christine König y Albert Baronian.
En 2022, su pintura Forward to Black (1996) se vendió por más de 2,3 millones de dólares en Sotheby's de Nueva York, lo que estableció un récord para el artista. En 2024, dos de las pinturas de Whitney se convirtieron en objeto de demandas multimillonarias entre el comerciante de arte Gary Tatintsian y el coleccionista de arte Andrey Isaev.

## Exposiciones
Se han realizado exposiciones de la obra de Whitney en numerosos museos en los últimos años: Stanley Whitney: Dance the Orange (2015) en el Studio Museum de Harlem, Nueva York; FOCUS: Stanley Whitney (2017) en el Museo de Arte Moderno de Fort Worth; Stanley Whitney: Dance with Me Henri (2022) en el Museo de Arte de Baltimore y Stanley Whitney: The Italian Paintings (2022), que fue presentada por el Buffalo AKG Art Museum en el  Palazzo Tiepolo Passi durante la 59.ª Bienal de Venecia.
La primera gran retrospectiva de la obra de Whitney, Stanley Whitney: How High the Moon (2024), fue organizada y estrenada en el Buffalo AKG Art Museum, donde la exposición fue curada por Cathleen Chaffee. La exposición también viajó al Walker Art Center y al Instituto de Arte Contemporáneo de Boston.
Sus pinturas también han aparecido ampliamente en exposiciones colectivas, entre las que destaca Quiet as it's Kept (2002), una influyente exposición de artistas abstractos negros estadounidenses que fue curada por David Hammons y presentada en la galería Christine König de Viena. Sus pinturas también se exhibieron en la 50ª Bienal de Venecia (2003) y como parte de documenta 14 (2017).

## Lectura adicional

### Artículos, capítulos y ensayos
- Chang, Chris (22 de octubre de 2015). «Two Stanley Whitney Books». BOMB. OCLC 61313615. Consultado el 20 de abril de 2025.

### Libros
- Abrams, Matthew Jeffrey (2020). Stanley Whitney. Foreword by Barry Schwabsky. London: Lund Humphries. ISBN 9781848222519. OCLC 1033526148.
- Chaffee, Cathleen; De Bellis, Vincenzo (2022). Stanley Whitney: The Italian Paintings. Foreword by Janne Sirén. Buffalo, New York: Buffalo AKG Art Museum. ISBN 9781887457248. OCLC 1344293181.
- Chaffee, Cathleen, ed. (2024). Stanley Whitney: How High the Moon. Additional contributions by Ruth Erickson, Kim Conaty, Pavel S. Pyś, Norma Cole, Duro Olowu, Anne Patsch, and Melissa Fanton, interview with Stanley Whitney by Grégoire Lubineau. Buffalo, New York / New York: Buffalo AKG Art Museum / DelMonico Books. ISBN 9781636811048. OCLC 1412156761.
- Haynes, Lauren (2015). Stanley Whitney: Dance the Orange. Additional contributions by Robert Storr, interview with Stanley Whitney by Lowery Stokes Sims. New York: Studio Museum in Harlem. ISBN 9780942949421. OCLC 927423964.

### Entrevistas
- BOMB. (Entrevista). Spring 2013.

- Datos: Q27876364